# 알렉스 마틴
앨릭스 마틴(Alex Martin, 1973년 5월 9일 ~ )은 미국의 배우, 영화 제작자이다.
퀸스에서 태어났다.

## 출연 작품

### 영화
- 퀘스트 (1993, Quest of the Delta Knights)
- 시스터 액트 2 (1993)